# Gentilés de France T
Pour un article plus général, voir Gentilés de France.
Gentilés des communes françaises par ordre alphabétique
- A
- B
- C
- D
- E
- F
- G
- H
- I
- J
- K
- L
- M
- N
- O
- P
- Q
- R
- S
- T
- U
- V
- W
- X
- Y
- Z

- Tarbes : Tarbais
- Tendon (Vosges) : Todas
- Thiers (Puy-de-Dôme) : Bitords ou Thiernois
- Thonon-les-Bains (Haute-Savoie) : Thononais(aise)
- Thorigné-Fouillard : Thoréfoléens
- Thouarcé : Thouarcéens
- Thury-Harcourt : Harcourtois
- Toul : Toulois
- Toulon : Toulonnais
- Toulouse : Toulousains
- Tourcoing : Tourquennois
- Tournan-en-Brie : Tournanais(aise)
- La Tour-du-Crieu : Critouriens
- Tours : Tourangeau, Tourangeaux, Tourangelle, Tourangelles, qui désignent aussi les habitants de l'ancienne province de Touraine et par extension, les habitants du département d'l'Indre-et-Loire
- Tournon (homonymie)
  - Tournon-Saint-Martin : Tournonnais
  - Tournon-Saint-Pierre : Tournonnais
  - Tournon-sur-Rhône : Tournonais
- Toury (Eure-et-Loir) : Tourysiens
- Trécon (Marne) : Tréconniers et Tréconnières
- Trégueux : Trégeusiens
- Tremblay  (homonymie)
- Trémuson : Trémusonnais
- Trieux (Meurthe-et-Moselle) : Triotins
- Troyes : Troyens
  - Les habitants de l'antique Troie sont aussi appelés les Troyens.
- Tucquegnieux : Tucquenois
- Tulle : Tullistes

## Pour approfondir